# 迈克·W·亨克皮勒
迈克·W·亨克皮勒（1948年—）是一位美国生物工程学家，2008年当选美国国家工程院院士，专攻DNA測序和合成生物学。